# Promethes nomininguis
Promethes nomininguis är en stekelart som beskrevs av Dasch 1964. Promethes nomininguis ingår i släktet Promethes och familjen brokparasitsteklar. Inga underarter finns listade i Catalogue of Life.